# پرستوهای کوهی
پرستوهای کوهی (نام علمی: Orochelidon) یک سرده از پرندگان خانواده پرستویان است که گونه‌های آن در کوه‌های آند در آمریکای جنوبی ساکن هستند.

### گونه‌ها
این سرده دارای سه گونه است:
- پرستوی پاکمرنگ (Orochelidon flavipes)
- پرستوی شکم‌قهوه‌ای (Orochelidon murina)
- پرستوی آندی (Orochelidon andecola)